# Militia Vigilum
Militia Vigilum (łac. militia od miles dpn. militis ‘żołnierz, piechur’ i
vigilia ‘czuwanie’) – formacja wojskowa w starożytnym Rzymie, wyspecjalizowana w gaszeniu pożarów, najstarsza (znana obecnie) straż pożarna w historii. Członek oddziału to wigil (vigil).
Zorganizował formację w 6 roku n.e. cesarz Oktawian August jako straż nocną i pożarną. Korpus wigilów uważany był za część składową stałej armii, a służący w nim oficerowie byli awansowani do legionów rzymskich. Nowożytna włoska straż pożarna uważana jest za kontynuatora tej tradycji, stąd też jej nazwa Vigili del Fuoco.
Całość omawianego korpusu, dowodzona przez komendanta głównego (praefectus vigilum) będącego równocześnie sędzią w drobnych sprawach kryminalnych a mianowanego przez cesarza spośród ekwitów, podzielona była na siedem kohort, którymi dowodzili trybuni. Każda kohorta liczyła ok. 1000 ludzi i podzielona była na siedem centurii (secin). Wigilowie rekrutowali się spośród wyzwoleńców. Specyfiką tych oddziałów był fakt przydzielenia po 4 lekarzy do każdej z kohort. Kohorty były większe niż w innych oddziałach armii rzymskiej, a wynikało to prawdopodobnie ze specyficznej służby, w której nietrudno było o wypadek.
Wigilowie rozlokowani byli w siedmiu koszarach na terenie Rzymu, podzielonego na 14 dzielnic. W każdej dzielnicy znajdował się ponadto posterunek (excubitorium), w którym Vigiles pełnili służbę. Należy przypuszczać, że każda z kohort obsadzała po dwa posterunki.
Podobne oddziały powstały, w późniejszym okresie, również w kilku innych miastach Cesarstwa Rzymskiego, m.in. w Rawennie, Nîmes (Nemausus) i Lyonie (Lugdunum).